# Nijnenikolski
Nijnenikolski (en rus: Нижненикольский) és un poble (un possiólok) de l'óblast d'Astracan, a Rússia, segons el cens del 2010 tenia 282 habitants.